# Montaña Palentina

Comarca de la Montaña Palentina

La Montaña Palentina és una comarca de la província de Palència situada al nord de la demarcació. Està formada per 21 municipis i 157 nuclis de població. És la divisió subprovincial usada per la Diputació de Palència a les seves publicacions, tot i que no correspon amb la comarca natural, ja que aquesta no inclou "La Valdivia", situada a l'est.

## Municipis
- Aguilar de Campoo.
- Barruelo de Santullán.
- Berzosilla.
- Brañosera.
- Castrejón de la Peña.
- Cervera de Pisuerga.
- Dehesa de Montejo.
- Guardo.
- La Pernía.
- Mantinos.
- Mudá.
- Polentinos.
- Pomar de Valdivia.
- Respenda de la Peña.
- Salinas de Pisuerga.
- San Cebrián de Mudá.
- Santibáñez de la Peña.
- Triollo.
- Velilla del Río Carrión.
- Villalba de Guardo.